# Спурий Постумий Албин Павлул
Вижте пояснителната страница за други личности с името Спурий Постумий Албин.
Спурий Постумий Албин Павлул (на латински: Spurius Postumius Albinus Paullulus; † 169 пр.н.е.) e политик на Римската република през 2 век пр.н.е.
Произлиза от клон Албин на фамилията Постумии. Вероятно е брат на Авъл Постумий Албин Луск и Луций Постумий Албин.
През 184 пр.н.е. e избран за авгур на мястото на умрелия Гней Корнелий Лентул. През 183 пр.н.е. е претор в Сицилия. През 174 пр.н.е. Павлул е избран за консул заедно с Квинт Муций Сцевола.